# Tréogan
Tréogan (bret. Treogan) – miejscowość i gmina we Francji, w regionie Bretania, w departamencie Côtes-d’Armor.
Według danych na rok 1990 gminę zamieszkiwało 138 osób, a gęstość zaludnienia wynosiła 19 osób/km² (wśród 1269 gmin Bretanii Tréogan plasuje się na 1017. miejscu pod względem liczby ludności, natomiast pod względem powierzchni na miejscu 939.).